# Gyropode
Vous pouvez aider à l'améliorer ou bien discuter des problèmes sur sa page de discussion.
- Il ne cite pas suffisamment ses sources. Vous pouvez indiquer les passages à sourcer avec {{référence nécessaire}} ou {{Référence souhaitée}}, et inclure les références utiles en les liant aux notes de bas de page. (Marqué depuis mai 2016)
- Il adopte un point de vue régional ou culturel particulier et nécessite une internationalisation. (Marqué depuis mars 2017)

- Archive Wikiwix
- Bing
- Cairn
- DuckDuckGo
- E. Universalis
- Gallica
- Google
- G. Books
- G. News
- G. Scholar
- Persée
- Qwant
- (zh) Baidu
- (ru) Yandex
- (wd) trouver des œuvres sur Wikidata

Un gyropode ou transporteur personnel est un « véhicule électrique monoplace, constitué d’une plateforme munie de deux roues parallèles sur laquelle l’utilisateur se tient debout, d’un système de stabilisation gyroscopique et souvent d’un manche de maintien et de conduite ».

## Origine du terme

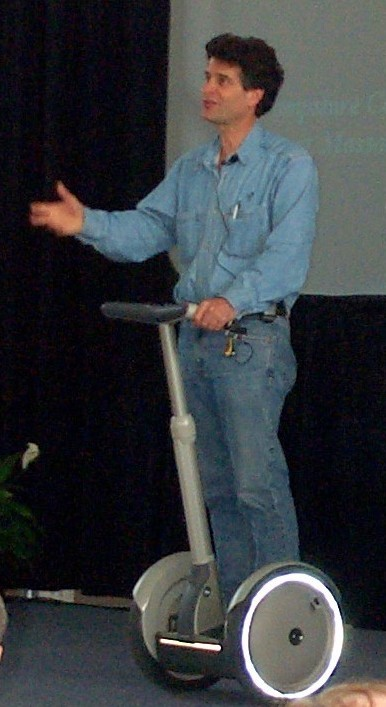
Dean Kamen, un des inventeurs du gyropode.

Le terme « gyropode » a été formé à partir du grec ancien : γῦρος / gûros « cercle » et ποδός / podós, « pied ».
Il a été repris en France par la Commission d'enrichissement de la langue française, et publié au Journal officiel le 26 mai 2009.

## Principe de fonctionnement
Le système est équipé d'une batterie lui fournissant l'énergie pour avancer et dont la capacité conditionne l'autonomie du gyropode. Un gyropode détecte l’inclinaison du corps, son déplacement vers l’avant ou l’arrière et celui de gauche à droite grâce à des capteurs, des gyroscopes qui permettent la stabilisation, des microprocesseurs et des logiciels qui servent au traitement des informations. Ainsi, le gyropode peut se rééquilibrer et adapter sa vitesse et sa direction en fonction du mouvement de son utilisateur.
Les accélérations trop rapides ou non anticipées, ainsi que les irrégularités du sol, sont un facteur de risque de chute.

## Aspects juridiques et techniques
En France, l'utilisation d'un gyropode sur les trottoirs n’est pas totalement interdite, il suffit que les maires le tolèrent à une vitesse de 6 km/h, vitesse d’un piéton ou que l'utilisateur soit un enfant de moins de 12 ans.
Certaines municipalités peuvent la refuser comme celle de Paris car les trottoirs sont trop petits pour accueillir l'intégralité des utilisateurs.
Les nouveaux engins de déplacements personnels motorisés ainsi que les piétons doivent apprendre à partager l'espace public.
Depuis le 26 octobre 2019, la loi a intégré dans le code de la route les EDPM « engins de déplacement personnel motorisés », ce dernier vient mettre un terme au flou juridique et vise principalement les trottinettes beaucoup trop visibles et dérangeantes.
Les pistes cyclables offrent un maximum de garantie en matière de sécurité par rapport aux bandes cyclables qui restent majoritairement les plus nombreuses car elles sont directement intégrées sur les voies routières. L’utilisation des routes est donc acceptée, le port du casque est obligatoire hors agglomération. En ville l'utilisation des sas devant les feux rouges leur sont réservés et fortement conseillés.
Le gyropode peut être utilisé par toute personne responsable et consciente des risques et dangers en cohabitant avec les autres types de véhicules.
Le respect du code de la route est essentiel mais aussi le respect du principe de cohabitation sur le domaine public.
Les équipements de sécurité tels que lumière avant / arrière et avertisseur sonore sont obligatoires ainsi que son utilisation pour une seule personne uniquement sous peine d’une amende de première et deuxième classe.
Ce type de véhicule permet de se déplacer trois fois plus vite qu’un piéton. Avec 18 km/h, cet engin silencieux et sans émission de polluant est un atout pour cette société en perpétuelle évolution de mobilité.

## Développement

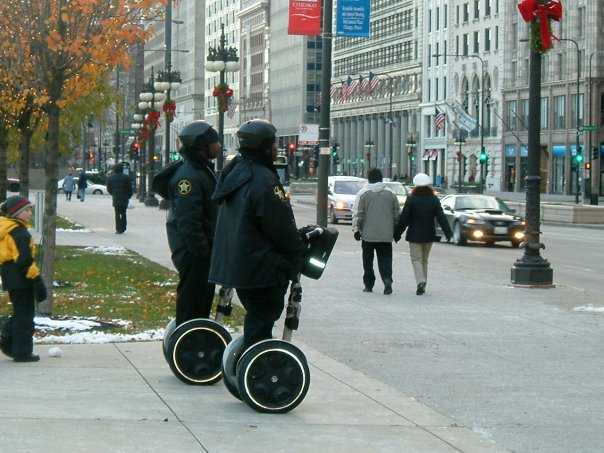
Policières de Chicago à gyropode.

Le premier gyropode est le Segway TPi167. Ce type de véhicule électrique est issu de la technologie d’équilibre dynamique sur deux roues parallèles et coaxiales inventée par Dean L. Kamen, Susan D Dastous, Robert Duggan et G. Michael Guay en 2000, technologie qui a notamment permis la mise en place sur le marché du premier fauteuil roulant électrique à six roues, le IBot, sorti en collaboration entre la marque Toyota et Dean Kamen. Ce fauteuil a la particularité de permettre de monter des escaliers et de pouvoir circuler sur tout type de terrain.
En 2010, Chris Krohne, un industriel allemand, met au point un gyropode au nom d'« Ewee ». La marque Segway a à ce jour commercialisé neuf modèles de gyropodes. Les sept premiers modèles sont sortis entre 2001 et 2006. Après 2006, sortent le TPi2 et le TPx2, deux modèles de Segway basés sur des nouvelles technologies directionnelles et de commandes à distance avec l'instauration du système Bluetooth.
En 2014 apparaissent des gyropodes de nouvelle génération, plus compacts, au design plus travaillé, enrichis de nouvelles fonctionnalités.
D'autres marques comme Honda et Toyota s’intéressent à cette technologie et se positionnent sur ce marché, via des concepts tel que le Winglet (gamme de gyropodes plus légers), dont l'utilisation est testée expérimentalement au Japon par Toyota de 2016 à 2017 sur les voies piétonnes, après autorisation par le gouvernement japonais.

### En France
Le gyropode est considéré par la réglementation européenne comme un véhicule non motorisé s'il est conduit par un piéton ou s'il est limité par construction à 6 km/h. Jusqu'au 25 octobre 2019, seule une note du ministère des Transports indique que le gyropode ne peut être utilisé en agglomération que sur les trottoirs et aires piétonnes, sous réserve d'une vitesse maximale de 6 km/h. À partir du 26 octobre 2019, le gyropode est classé dans la catégorie des EDPM – engins de déplacement personnel motorisés. Ses caractéristiques techniques et ses conditions de circulation sont régies par le décret no 2019-1082 du 23 octobre 2019 (paru au Journal Officiel de la République Française le 25 octobre 2019), relatif à la réglementation des engins de déplacement personnel.

## Utilisation spécifique
En France, le gyropode se démocratise de plus en plus pouvant même atteindre le secteur des services publics, en particulier au sein des forces de l’ordre nationales ou municipales. En effet cet appareil est adapté à l'environnement urbain dense par sa maniabilité et l'image positive auprès du public de l'appareil et car l'appareil s'accorde avec les besoins des forces de police, tout en étant silencieux et écologique. C'est la ville de Nice qui fut la première à avoir officiellement une brigade de police municipale en gyropode (Segway). En 2008, la ville avait procédé aux premières expérimentations par rapport à cette brigade et ces tests furent concluants. Ils avaient notamment été testés pour : patrouilles, surveillance des foules, sécurité des personnes, renseignements d'usagers ou circulation. Pour cette nouvelle brigade, la marque Segway a créé un modèle de gyropode adapté aux besoins des forces de l'ordre et appelé Patroller. La ville de Nice devait s'en équipet en 2020. En 2020, dans le monde, plus de mille brigades de police utilisaient couramment les gyropodes.